# Mijat Gaćinović
Mijat Gaćinović (cyr. Мијат Гаћиновић; ur. 8 lutego 1995 w Nowym Sadzie) – serbski piłkarz występujący na pozycji pomocnika w greckim klubie AEK Ateny. Reprezentant Serbii.

## Kariera klubowa
Gaćinović urodził się w Nowym Sadzie w czasie, gdy jego ojciec Vladimir występował w pobliskim FK Bečej. Jego rodzina pochodzi z Trebinja, gdzie Gaćinović wrócił po zakończeniu kariery przez jego ojca. W piłkę nożną zaczął grać w lokalnym Leotarze, by później przenieść się do akademii piłkarskiej Vojvodiny Nowy Sad. W pierwszej drużynie zadebiutował 19 marca 2013, zmieniając na boisku Miroslava Vulićevicia w zwycięskim 3:0 spotkaniu z Donjim Sremem. Pierwszą bramkę zdobył w wygranym 3:2 meczu ligowym z Radničkim Nisz. Będąc podstawowym zawodnikiem drużyny, w 2014 zdobył z nią Puchar Serbii. Na początku 2015 został kapitanem Vojvodiny, a w sezonie 2014/2015 był jej najlepszym strzelcem z 11 golami w rozgrywkach ligowych. Znalazł się w jedenastce sezonów 2013/2014 i 2014/2015.
Latem 2015 Gaćinović przeniósł się do niemieckiej Bundesligi, podpisując kontrakt z Eintrachtem Frankfurt. Zadebiutował 28 listopada 2015, grając 90 minut w przegranym 1:2 meczu wyjazdowym z 1. FSV Mainz 05. W sezonie 2015/2016 zdobył jedną bramkę – w pierwszym meczu barażowym z 1. FC Nürnberg, zapewniając swojej drużynie remis 1:1. W drugim asystował przy jedynej bramce Harisa Seferovicia, przyczyniając się do utrzymania Eintrachtu w najwyższej klasie rozgrywkowej. W sezonie 2016/2017 wystąpił w 34 spotkaniach we wszystkich rozgrywkach, zdobywając w nich 2 bramki.

## Kariera reprezentacyjna
W seniorskiej reprezentacji Serbii zadebiutował 24 marca 2017 w spotkaniu eliminacyjnym do Mistrzostw Świata w 2018 z Gruzją. Strzelając gola w 86. minucie ustalił wynik meczu na 3:1. W swoim drugim występie w kadrze – wygranym 3:0 z Mołdawią – również wpisał się na listę strzelców.